# Irlanda Independiente
Irlanda Independiente es un partido político de derecha en Irlanda. Fue formado el 8 de noviembre de 2023 por los exdiputados o TD independientes Michael Collins y Richard O'Donoghue. Su número de escaños aumentó por la incorporación del TD independiente Michael Fitzmaurice, y por el éxito de Ciaran Mullooly al ganar un escaño para el partido en el Parlamento Europeo en las elecciones de 2024.
Collins ha dicho que el partido busca proporcionar "una alternativa cómoda" a los votantes descontentos con la coalición del gobierno Fianna Fáil-Fine Gael-Partido Verde pero que no están dispuestos a votar por Sinn Féin.

## Historia
Collins es el líder del partido en el Dáil Éireann, mientras que O'Donoghue se desempeña como secretario general. Tras la formación del partido en 2023, O'Donoghue dijo al Irish Examiner que él y Collins esperaban alentar a los miembros del Grupo de Independientes Rurales en el Dáil a unirse. Tanto Collins como O'Donoghue habían sido miembros del Grupo de Independientes Rurales antes de fundar el partido.
Michael Fitzmaurice se convirtió en el tercer TD del partido en febrero de 2024. Ese mismo mes, los concejales Shane P. O'Reilly y Declan Geraghty se unieron al partido. En marzo de 2024, John O'Donoghue del Ayuntamiento y el Condado de Limerick, Noel Larkin y Declan Kelly del Ayuntamiento de Galway, Kenneth O'Flynn del Ayuntamiento de Cork y Nigel Dineen del Consejo del Condado de Roscommon anunciaron que se postularían para Irlanda Independiente en las elecciones locales irlandesas de 2024.
El 5 de abril de 2024, el partido anunció que el ex corresponsal de RTÉ Ciaran Mullooly se presentaría como candidato por Irlanda Independiente en las elecciones al Parlamento Europeo de 2024. Ese mismo mes, los concejales Séamus Walsh y Noel Thomas del Consejo del Condado de Galway, Paul Hogan del Consejo del Condado de Westmeath y Danny Collins del Consejo del Condado de Cork anunciaron que se postularían para Irlanda Independiente en las elecciones locales de 2024. El 22 de abril de 2024, el presentador de Classic Hits Radio de Irlanda, Niall Boylan, anunció que se postularía para el partido en las elecciones al Parlamento Europeo de 2024 en el distrito electoral de Dublín.
El 1 de mayo de 2024, el secretario general de la Asociación Irlandesa de Ganado Vacuno y Ovino, Eddie Punch, quien a principios de año dijo que se presentaría como candidato independiente en las elecciones europeas, anunció que se había unido a Irlanda Independiente. También en mayo de 2024, John Cassin, del Consejo del Condado de Carlow, y Joe Bonner, del Consejo del Condado de Meath, anunciaron que se presentarían como candidatos de Irlanda Independiente en las elecciones locales de 2024.
En las elecciones europeas, los tres candidatos de Irlanda Independiente recibieron 108.685 votos de primera preferencia, quedando en cuarto lugar, detrás de Fianna Fáil, Fine Gael y Sinn Féin. Ciaran Mullooly fue elegido en Midlands-Noroeste, y Niall Boylan quedó en quinto lugar en el último recuento en el distrito electoral de cuatro escaños de Dublín. En las elecciones locales, el partido ocupó el séptimo lugar en votos de primera preferencia, con 51.562 votos, y 23 de sus 61 candidatos fueron elegidos. El partido obtuvo seis concejales para el Consejo del condado de Galway y cuatro concejales para el Consejo del condado de Cork, y se convirtió en el tercer partido más grande en ambos consejos. De sus trece titulares, once fueron reelegidos.

## Ideología
Periodistas y académicos han descrito al partido como de derecha. Los cargos de Irlanda Independiente han rechazado a menudo la etiqueta de "derechistas" y han descrito en cambio al partido como "de sentido común". En una declaración de julio de 2024, Irlanda Independiente se describió como de "centroderecha". El partido también ha sido descrito como representante de los intereses rurales o de los agricultores.
El partido es crítico con la inmigración y se opone a la política de fronteras abiertas, argumentando que éstas son promovidas por especuladores a expensas del contribuyente.

## Resultados electorales

### Elecciones generales
| Elección | Líder           | Votos de primera preferencia | %          | Asientos | ± | Gobierno                   |
| -------- | --------------- | ---------------------------- | ---------- | -------- | - | -------------------------- |
| 2024     | Michael Collins | 78 276                       | 3,55% (#7) | 4/174    | 1 | Pendiente de ser anunciado |

### Elecciones locales
| Elección | Votos de primera preferencia | %    | Asientos | ±  |
| -------- | ---------------------------- | ---- | -------- | -- |
| 2024     | 51 562                       | 2,8% | 23/949   | 23 |

### Elecciones europeas
| Elección | Líder           | Votos de primera preferencia | %          | Asientos | +/−   |
| -------- | --------------- | ---------------------------- | ---------- | -------- | ----- |
| 2024     | Michael Collins | 108 685                      | 6,23% (#4) | 1/14     | Nuevo |